# 캣 피플 2
캣 피플 2(The Curse Of The Cat People)는 미국에서 제작된 로버트 와이즈, 건더 본 프리취 감독의 1944년 공포, 판타지, 드라마 영화이다. 시몬느 시몽 등이 주연으로 출연하였고 발 루튼 등이 제작에 참여하였다.

## 출연

### 주연
- 시몬느 시몽
- 켄트 스미스

### 조연
- 제인 랜돌프
- 앤 카터
- 이브 마치
- 줄리아 딘
- 엘리자베스 러셀
- 이포드 게이지
- 랜셀롯

## 제작진
- 미술: 알버트 S. 다고스티노
- 미술: 월터 E. 켈러
- 의상: 에드워드 스티븐슨